# Ngựa Senner
Ngựa Senner hay còn gọi là Ngựa Senne là một giống ngựa cưỡi đang lâm vào tình trạng cực kỳ nguy cấp của Đức. Nó được cho là giống ngựa yên lâu đời nhất ở Đức, và được ghi nhận ít nhất là từ năm 1160.:502 Giống ngựa được đặt tên theo Senne, một vùng cồn cát tự nhiên và vùng đất hoang ở Nordrhein-Westfalen, phía tây nước Đức.

## Lịch sử
Nguồn gốc của ngựa Senner không được biết đến; nhiều ghi chép về lịch sử của giống ngựa này đã bị hỏa hoạn phá hủy vào năm 1945. Những đàn ngựa hoang ở vùng đồng bằng Senne được ghi lại trong một số nguồn thời Trung Cổ, một trong số đó có từ năm 1160. Senne nằm trong Thân vương quốc Lippe và những con ngựa được nuôi để cung cấp thú cưỡi cho gia tộc Lippe cầm quyền. Trung tâm sinh sản là tại Detmold cho đến năm 1680, khi nó được chuyển đến chuồng ngựa của Jagdschloss Lopshorn gần Augustdorf.
Từ cuối thế kỷ XVII, một số dòng máu ngựa Ả Rập đã được bổ sung, sau đó là các dòng máu các giống ngựa khác như ngựa Anglo-Ả Rập và Ngựa Thuần Chủng được bổ sung vào cuối thế kỷ thứ mười tám. Vào đầu thế kỷ XX, sau Thế chiến thứ nhất, có thêm một chút dòng máu ngựa Andalucia.:502
Lâu đài Lopshorn đã bị hỏa hoạn phá hủy vào năm 1945. Năm 1946, cổ phiếu Senner còn lại đã được phân tán cho nhiều chủ sở hữu khác nhau. Năm 1999, một số người đã được giới thiệu đến khu bảo tồn thiên nhiên Moosheide để hỗ trợ chăn thả bảo tồn.:502
Vào năm 2007, FAO đã liệt kê tình trạng bảo tồn của Senner là "nguy cấp". Trong năm 2015, số lượng ngựa chăn nuôi đã được báo cáo ở mức 25 con, trong đó có 19 con cái và 6 con đực.